# Neuteboom koffiebranders
Neuteboom Koffiebranders is een Nederlandse producent van koffie. Het bedrijf werd in 1891 in Almelo opgericht en behoort anno 2013 tot de vijf grootste koffiebranderijen van Nederland. De producten worden verkocht in vrijwel geheel West-Europa. 

## Geschiedenis
Het bedrijf werd opgericht door naamgever Hein Neuteboom. In de jaren vijftig van de 20e eeuw werd het bedrijf overgenomen door Spar, waarna in 1983 een managementbuy-out volgde door de toenmalige directie. In 2003 is het bedrijf in handen gekomen van Gilbert Willemsen en Jan Willem Top. Jan Willem Top overleed in juli 2018. Gilbert Willemsen volgde hem op als directeur van Neuteboom Coffeeroasters. 

## Productie
Neuteboom levert koffiebonen, koffiepads, koffiecapsules en gemalen koffie. De koffiemengsels worden samengesteld uit koffiebonen afkomstig van vijfentwintig coöperaties van kleine boeren, verspreid over meer dan vijftien landen in Latijns-Amerika, Afrika en Azië. Neuteboom houdt zich bezig met inkoop, verwerking en afzet van koffie aan Nederlandse en internationale winkelketens en groothandels. Het bedrijf heeft een volledig geconditioneerde productie, opslag en verwerking. Opslag van grondstoffen en eindproducten zijn gescheiden. De onderneming verkreeg in 2005 BRC certificatie. 
Neuteboom streeft naar CO2 neutrale verwerking van haar product. Met het agentschap voor duurzaamheid & innovatie SenterNovem en de Milieufederatie is daartoe een samenwerking aangegaan. Er wordt gewerkt met groene stroom en biogas. Het bedrijf is ISO 14001-gecertificeerd, de internationale norm die aangeeft waaraan een milieumanagementsysteem moet voldoen. Daarnaast streeft men er naar voor het verpakken van de producten aluminiumvrije folie te gebruiken om zo de omvang van de hoeveelheid afval te verminderen.

## Merken
Neuteboom produceert koffie onder verschillende merknamen, waaronder Roots Coffee, Neuteboom, Cafe de Origen, Manetti, Tribes Coffee en Redbeans. Verder levert men voor een groot aantal huismerken. 